# Pedro Grande Rueda
Pedro Grande Rueda fou un magistrat. Fou el primer jutge president de l'Audiència Provincial de Girona.

## Biografia[1]
L'any 1864, Grande era jutge de primera instància a Alcaraz (Albacete). Després va ser destinat com a jutge de Primera Instància a Vigo (Pontevedra). El mes de setembre de 1867 va ser destinat com a tinent fiscal a l'Audiència de València.
Abans de l'any 1871, va ser destinat a Barcelona, ocupant el destí de tinent fiscal de l'Audiència Territorial. Posteriorment, va ser destinat, ja com a magistrat a l'Audiència de Las Palmas de Gran Canària. A principi de 1872 va ser destinat de las Palmas a Càceres, substituint a Juan Ildelfonso Bellido. El mes de març de 1880 va tornar a l'Audiència Territorial de Barcelona, a petició seva.
En crear-se les Audiències, per reial decret de 14 d'octubre de 1882, Grande va ser destinat a la de Girona, per fer-se càrrec de la presidència. Un cop va ser nomenat, el dia sis de desembre ja estava a Girona de cara a tirar el nou òrgan judicial gironí. El tribunal es va constituir el 2 de gener de 1883, com es van fer amb els altres 79 nous tribunals, que van començar a funcionar l'endemà. Els altres dos magistrats de l'Audiència de Girona, que en aquell moment es deia Audiència Penal (Audiencia de lo Criminal), van ser Ceferino Gutiérrez Alonso i Francisco Batlle Cabanellas. El fiscal va ser Salvador Viada Vilaseca, que fins aquell moment era tinent fiscal a l'Audiència Territorial de Barcelona. El primer judici va tenir lloc el 27 de febrer de 1883 i va afectar una picabaralla que va tenir lloc a la Bisbal d'Empordà (Baix Empordà).
El mes de juny del 1885, Grande va deixar l'Audiència de Girona, també a proposta seva, per tornar a la de Càceres. Va marxar de Girona, amb la seva filla, en tren el dia 15 d'abril. La plaça va ser ocupada provisionalment per Josep Casamada Padrís. Poc després es va nomenar el nou president, que va ser Ceferino Gutiérrez Alonso. Al cap de tres mesos a Càceres, Grande va ser considerat incompatible amb el nou destí i va ser destinat a l'Audiència de Valladolid. Abans de prendre possessió del càrrec, el mes de novembre, es va jubilar, amb l'honor de president de sala. El càrrec que tenia destinat a Valladolid va ser ocupat pel magistrat Manuel Aragoneses Gil, que provenia de la presidència de l'Audiència de la Corunya.